# A Girl, Three Guys, and a Gun
A Girl, Three Guys, and a Gun es una película del año 2001, dirigida por Brent Florence y protagonizada por Robin Clark, Brent Florence, Natasha Henstridge y Josh Holland

## Argumento
En un pueblo pequeño, tres amigos planean un robo con la idea de conseguir dinero para mudarse a la gran ciudad. Cuando su plan se arruina, no les queda alternativa que secuestrar a una pareja joven para poder cumplir su objetivo.

## Reparto
| Actor              | Personaje          |
| ------------------ | ------------------ |
| Josh Holland       | Dave               |
| Tava Smiley        | Allysa             |
| Michael Trucco     | Trevor             |
| June Allyson       | Abuela de Joey     |
| Natasha Henstridge | Muchacha 5 O'Clock |
| Kenny Luper        | Joey               |
| Tracy Zahoryin     | Hope               |
| Brent Florence     | Frank              |
| Christian Leffler  | Neil               |
| Robin Clark        | Hellman            |
| John Lexing        | Smith              |
| Dorothy Scott      | Abuela Boyde       |
| Martin Veselich    | Tío Rick           |
| Doreen Lacey       | Mamá de Joey       |
| David Ashrow       | Ed                 |